# Phragmatopoma virgini
Phragmatopoma virgini är en ringmaskart som beskrevs av Johan Gustaf Hjalmar Kinberg 1866. Phragmatopoma virgini ingår i släktet Phragmatopoma och familjen Sabellariidae. Inga underarter finns listade i Catalogue of Life.